# CSS Hunley (1864)

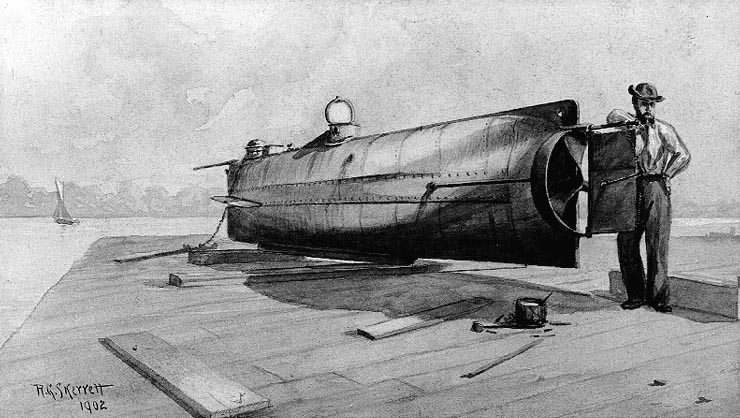
Een tekening van de Hunley door R. G. Skerrett, 1902

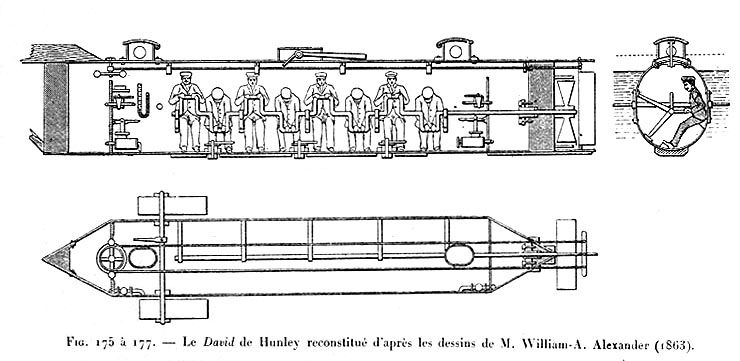
Constructietekening

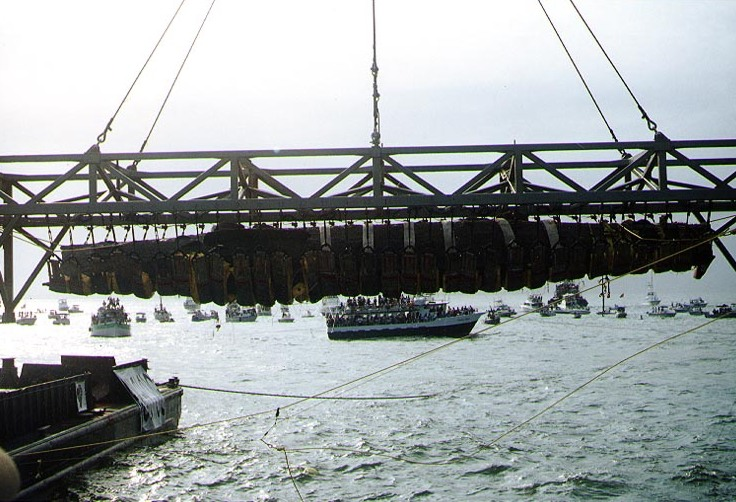
Berging van de CSS Hunley in 2000

H.L. Hunley is de eerste duikboot die erin slaagde een oorlogsschip tot zinken te brengen, weliswaar ten koste van zichzelf. De Hunley was ontworpen door Horace Lawson Hunley en gebouwd in 1863. De marine van de Geconfedereerde Staten van Amerika nam de boot in dienst tijdens de Amerikaanse Burgeroorlog en zette hem in als CSS Hunley (CSS staat voor Confederate States Ship).
De Hunley was 12 meter lang en moest worden bediend door negen bemanningsleden (zeven voor de handaangedreven schroef, een om de ballasttank achteraan de boot te bedienen en een om de boot te besturen en de ballasttank vooraan de boot te bedienen). Als extra ballast werden ijzeren gewichten aan de onderzijde van de duikboot geplaatst die in noodgevallen konden worden afgeworpen (door van binnenuit de bouten los te draaien) om extra opwaartse kracht te verkrijgen.
Drie nachtelijke missies om een einde te maken aan een havenblokkade van de Unie mislukten. Op 29 augustus 1863 dook de Hunley per ongeluk met de luiken open. 5 van de 9 bemanningsleden overleefden deze fout niet. Op 15 oktober datzelfde jaar zonk de Hunley tijdens een nieuwe poging, waarbij de ontwerper Horace Lawson Hunley en zeven andere bemanningsleden omkwamen. De Hunley werd door de geconfedereerden geborgen en weer in de vaart gebracht.
Op 17 februari 1864 ramde de Hunley tijdens een nachtelijke aanval de USS Housatonic. Dit was een van de schepen die de haven van Charleston blokkeerden. Een met 45 kilogram springstof gevulde torpedo was bevestigd aan een lange stok aan de voorzijde van de duikboot. De torpedo werd in de Housatonic geramd, waarna de Hunley achteruit voer. Aan de torpedo bevond zich als ontstekingsmechanisme een trekker die met een lang touw op afstand kon worden overgehaald. De explosie bracht de Housatonic tot zinken, maar ook de Hunley zelf. De confederatie verloor de duikboot en de acht bemanningsleden; het slagschip van de Unie zonk eveneens, maar verloor slechts vijf opvarenden.
Sinds 1864 zijn vele vergeefse pogingen ondernomen om het wrak te vinden. Na een 14 jaar durende zoektocht werd in mei 1995 door de schrijver Clive Cussler het wrak eindelijk gevonden. Op 8 augustus 2000 werd het wrak na 136 jaar op de oceaanbodem te hebben gelegen geborgen, inclusief de skeletten van de bemanning. Ze zaten op hun plaats en geen van hen scheen enige ontsnappingspoging of noodmaatregel te hebben ondernomen.
De oorzaak voor het vergaan van de Hunley bleef lang mysterieus. Recent onderzoek heeft aangetoond dat de schokgolf van de explosie zich kon voortplanten door de dunne smeedijzeren romp naar de lucht binnenin de duikboot. De bemanningsleden stierven waarschijnlijk een acute dood, of overleden korte tijd later aan interne bloedingen.

## Voetnoten
1. ↑  Rachel M. Lance e.a., Air blast injuries killed the crew of the submarine H.L. Hunley, PLOS One, 12(8), 23 augustus 2017
2. ↑  Eerste marineduikboot doodde eigen bemanning, De Standaard, 28 augustus 2017. Gearchiveerd op 1 augustus 2021.